# 사람-동물-자연
사람-동물-자연(포르투갈어: Pessoas-Animais-Natureza, 약칭 PAN)은 2009년에 창당된 포르투갈의 정당이다. 2015년 처음으로 국회의원 당선자 1명을 배출했으며, 2019년에는 유럽의원 1명도 배출했다.
2011년 마데이라 지방선거에서 2.13%(3,135표)를 득표해 지방의회 당선자 1명(후이 마누엘 두스 산투스 아우메이다)을 냈다.